# 14583 Лестер
14583 Лестер (14583 Lester) — астероїд головного поясу, відкритий 14 вересня 1998 року.
Тіссеранів параметр щодо Юпітера — 3,408.